# Becho (Géorgie)
Pour les articles homonymes, voir Becho.
 (juin 2021).
Si vous disposez d'ouvrages ou d'articles de référence ou si vous connaissez des sites web de qualité traitant du thème abordé ici, merci de compléter l'article en donnant les références utiles à sa vérifiabilité et en les liant à la section « Notes et références ».
Becho (en géorgien : ბეჩო) est l'une des onze communautés svanétiennes situées dans la région historique de Haute-Svanétie, sur le versant sud de la crête du Grand Caucase, le long du cours supérieur de la rivière Ingouri . Actuellement, Becho appartient à la région administrative géorgienne appelée Samegrelo-Zemo Svaneti (ou Mingrélie-Haute Svanétie).

## Géographie
Becho fait partie de la municipalité (munitsipaliteti) de Mestia et regroupe treize villages, Dolasvipi (ka) (centre administratif), Bagvdanari (ka), Galashi (ka), Doli (ka), Mazeri (ka), Lankhkhri (ka), Nashtkoli (ka), Tvebishi (ka), Ushkhvanari (ka), Kartvani (ka), Tskhekvani (ka), Chkidannari (ka) et Chokhouldi (ka).   

## Tourisme
Le tourisme en Svanétie a très probablement commencé à se développer à partir de ce village. Beaucoup de touristes arrivent par le col de Becho qui est l'itinéraire le plus pratique pour venir de Russie en Svanétie. Le col culmine à une altitude de 3 757 mètres et est ouvert de juin à novembre.